# 米山稔
米山 稔（よねやま みのる、1924年10月15日 - 2019年11月11日）は、日本の実業家。スポーツ用品メーカーのヨネックス株式会社創業者。ヨネックスファウンダー・東京新潟県人名誉顧問および新潟県知事泉田裕彦後援会相談役。

## 経歴
- 1924年 - 新潟県三島郡塚山村（現・長岡市）に生まれる。三波春夫（歌手）とは少年時代からの友人であった[2]。
- 1940年 - 塚野山尋常高等小学校卒業。
- 1946年 - 米山製作所を創立。
- 1958年 - 株式会社米山製作所に改組。
- 1967年 - 株式会社ヨネヤマラケットに社名変更。
- 1974年 - ヨネックススポーツ株式会社に社名変更。
- 1982年 - ヨネックス株式会社に社名変更。
- 1987年 - 藍綬褒章受章。
- 1997年 - 会長に就任。
- 1998年 - 米国ボーイスカウト・ロサンゼルス議会よりロンバーディー賞を授与される。
- 1998年 - 東京新潟県人会会長に就任。
- 1999年 - イングランド・バドミントン協会より協会功労賞が授与される。
- 2001年 - 勲四等瑞宝章受章[3]。
- 2007年 - ファウンダー名誉会長に就任。
- 2011年 - ファウンダーに就任。
- 2015年 - 「世界バドミントン連盟会長賞」を受賞。
- 2019年11月11日 - 老衰のため新潟県長岡市内の病院にて逝去　(満95歳没)[4]。叙正六位[5][6]。